# Klimaren
Klimaren - nazwa handlowa leku o działaniu estro- i androgennym, zawierącego testosteron i estradiol; stosowany u kobiet z zaburzeniami okresu przekwitania w przypadkach świądu sromu, osteoporozy. Podmiotem odpowiedzialnym za dystrybucję leku w Polsce jest Przedsiębiorstwo Farmaceutyczne Jelfa SA.

## Działanie
Równoczesne zastosowanie estradiolu z testosteronem zmniejsza działanie estrogenów na błonę śluzową macicy. Dzięki właściwościom testosteronu obserwuje się zwiększenie sprawności fizycznej i psychicznej oraz zmniejszenie dolegliwości bólowych układu kostno-stawowego zarówno u kobiet jak i u mężczyzn.